# Rivière Kanaaupscow
Der Rivière Kanaaupscow ist ein 306,5 km langer rechter Nebenfluss des La Grande Rivière in der kanadischen Provinz Québec.

## Flusslauf
Der Rivière Kanaaupscow durchfließt die Landschaft des Kanadischen Schilds im Westen von Québec. Er hat seinen Ursprung im 428 m hoch gelegenen See Lac des Oeufs (Lac des Œufs) im Zentrum der Labrador-Halbinsel, wenige Kilometer nordwestlich des Stausees Réservoir Laforge 1. Von dort fließt er anfangs nach Westen. Ab Flusskilometer 172 wendet sich der Rivière Kanaaupscow in Richtung Westsüdwest. 35 Kilometer oberhalb der Mündung trifft der Rivière Chauvreulx linksseitig auf den Fluss. Mit dem Aufstau des La Grande Rivière im Jahr 1978 zum Réservoir Robert-Bourassa wurde der Flusslauf des Rivière Kanaaupscow um etwa 90 km verkürzt. Das Einzugsgebiet halbierte sich auf heute 9320 km². Der frühere linke Nebenfluss Rivière Griault endet heute direkt im Stausee. Der Rivière Kanaaupscow mündet seither in einen nördlichen Arm des Stausees. Er fließt über zwei etwa 500 m voneinander getrennte Mündungsarme (⊙), an denen sich jeweils Stromschnellen befinden, in den Stausee. Das Einzugsgebiet des Rivière Kanaaupscow grenzt im Norden an das des ebenfalls nach Westen fließenden Grande rivière de la Baleine, im Nordwesten an das des Rivière Anistuwach.

## Hydrometrie
1,5 km oberhalb der heutigen Mündung befindet sich die Stelle des Abflusspegels 03DB004 (⊙). Während dem Messzeitraum 1979–1993 betrug der mittlere Abfluss (MQ) 171 m³/s. Der höchste mittlere monatliche Abfluss lag im Mai mit 379 m³/s, der niedrigste im März mit 40,9 m³/s.